# Archiacasta pustulata
Archiacasta pustulata is een zeepokkensoort uit de familie van de Balanidae. De wetenschappelijke naam van de soort is voor het eerst geldig gepubliceerd in 1993 door Kolbasov.